# Крэддок, Лоусон
Грегори (Лоусон) Крэддок (англ. Gregory Lawson Craddock; род. 20 февраля 1992, США) — американский профессиональный шоссейный велогонщик, выступающий за команду EF Pro Cycling.

## Достижения
2008
- Чемпионат США по трековым велогонкам среди кадетов
  - 1-й   в скрэтче
  - 1-й   в гонке по очкам

2009
- 1-й на этапе 1 (ITT) Edgar Soto Memorial
- 1-й на этапе 1b (ITT) Tour du Pays de Vaud
- 2-й  на Чемпионате мира по шоссейным велогонкам среди юниоров в индивидуальной гонке
- 4-й на Trofeo Karlsberg (юниоры) - ГК

2010
- Чемпионат США по шоссейному велоспорту среди юниоров
  - 1-й   в групповой гонке
  - 1-й   в индивидуальной гонке
- 1-й  на Trofeo Karlsberg (юниоры) - ГК
  - 1-й на этапах 2 и 3 (ITT)
- 1-й на этапе 1 Tour de New Braunfels
- 1-й на этапе 1 (ТTT) Regio Tour
- 2-й на Trophée Centre Morbihan - ГК 
  - 1-й на этапе 2 (ITT)
- 3-й  на Чемпионате мира по шоссейным велогонкам среди юниоров в индивидуальной гонке
- 3-й на Tour du Pays de Vaud - ГК 
  - 1-й в прологе и на этапе 4 (ITT)
- 3-й на Paris–Roubaix Juniors

2011
- 1-й на этапе 2 (ITT) Le Triptyque des Monts et Châteaux
- 1-й на этапе 10 Тура Гваделупы
- 1-й на этапе 2 Hotter'N Hell Hundred
- 2-й на Чемпионате США (U-23) в индивидуальной гонке
- 4-й на Туре Берлина (U-23) - ГК
- 4-й на Tulsa Tough - ГК

2012
- 2-й на Чемпионате США (U-23) в индивидуальной гонке
- 2-й на Pan American Road Championships (U-23) в индивидуальной гонке
- 3-й на Cascade Cycling Classic - ГК
- 3-й на Copperas Cove Classic
- 5-й на Tour of the Gila - ГК
  - 1-й на этапе 5

2013
- 2-й на Le Triptyque des Monts et Châteaux - ГК 
  - 1-й на этапе 2
- 7-й на USA Pro Cycling Challeng - ГК
- 8-й на Туре Калифорнии - ГК 
  - 1-й  - МК

2014
- 3-й на Туре Калифорнии - ГК 
  - 1-й  - МК

2016
- 5-й на Туре Калифорнии - ГК
- 6-й на Критериум Интернациональ - ГК
- 9-й на Туре Страны Басков - ГК

2018
1-й  Международная неделя Коппи и Бартали — ГрК
- 9-й на Амстел Голд Рейс

| ГК  | Генеральная классификация |
| МК  | Молодёжная классификация  |
| ГрК | Горная классификация      |

### Гранд-туры
| Гонка           | 2014 | 2015 | 2016 | 2017 | 2018 |
| --------------- | ---- | ---- | ---- | ---- | ---- |
| Джиро д'Италия  | —    | —    | —    | —    | —    |
| Тур де Франс    | —    | —    | 124  | —    | 145  |
| Вуэльта Испании | НФ   | 42   | —    | —    | —    |

| —  | Не участвовал  |
| НФ | Не финишировал |